# Florida's Turnpike
Le Florida's Turnpike, aussi appelé le Ronald Reagan Turnpike ou le Sunshine State Turnpike, est une voie rapide importante de l'État américain de la Floride, dans le sud-est des États-Unis. Autoroute majeure de l'État, elle est à péage sur l'entièreté de son tracé, et est une autoroute de premier plan dans la Floride avec les Interstates 4, 10, 75 et 95, qu'elle suit dans sa portion plus au sud. Elle est l'axe principal entre 2 des plus grandes villes de la Floride, soit entre Orlando et Miami, et demeure la 3e autoroute à péage la plus empruntée au pays. Elle possède une longueur totale de 502,96 kilomètres (316.75 miles), en incluant toutes les sections de l'autoroute. Elle est également la plus longue autoroute à péage de la Floride.
Le Florida's Turnpike possède deux sections distinctes mais reliées entre elles, soit le Mainline (axe principal), entre le nord de Miami et Wildwood, long de 425 kilomètres (264 miles). Cette section traverse tout le nord de l'agglomération de Miami-Fort Lauderdale-West Palm Beach, Port Sainte-Lucie, Orlando, et tout le centre de la Floride selon un axe Nord-Ouest / Sud-Est. Entre Golden Glades et Fort Pierce, le Turnpike et l'interstate 95 sont côte-à-côte, s'entrecroisant à 2 reprises. La désignation pour cet alignement est la Florida State Road 91, désignation cachée utilisée par le ministère des transports de la Floride.
La deuxième section du Turnpike, moins empruntée que la section principale, est le Homestead Extension, qui relie le sud de la section principale aux environs de Homestead (Florida City), en contournant les banlieues Nord et Ouest de Miami, sur une longueur de 44 miles (71 kilomètres). Cette section est aussi à péage, et porte la désignation de Florida State Road 821.

## Tracé

### Homestead Extension
Le Homestead Extension (acronyme HEFT pour Homestead Extension Florida's Turnpike) est la section Sud-Ouest du Turnpike, au nord, à l'ouest et au sud-ouest de Miami. Elle agit principalement comme route de contournement de la région urbaine de Miami, entre Florida City et Miramar, sur une distance d'environ 47 miles. Comme tout le Turnpike, cette section est à péage, et demeure un lien routier très important pour la région.
Le terminus Sud du Homestead Extension est situé à Florida City, juste au sud de la plus grande ville d'Homestead, à une jonction avec la U.S. Route 1. La 1, vers le Sud, connecte le reste de la Floride au Keys ainsi qu'à Key West. De la 1 Nord, le Turnpike est la voir la plus rapide pour aller à Miami ou traverser l'agglomération. De plus, le parc national des Everglades est situé à l'Ouest de la jonction, où les marais commencent.
 Pour ses 9 premiers miles, le Turnpike adopte une orientation Nord-Est en suivant le côté sud de la US 1, passant près de Leisure City et Naranja. Au mile 9, l'autoroute tourne vers le Nord et entre à Cutler Bay et South Miami Heights, délimitation Sud du grand Miami urbain. Au mile 12, elle croise indirectement la US 1 (Dixie Highway), qui se dirige directement vers les banlieues Sud de Miami, ainsi que vers le centre-ville. Le Turnpike continue de se diriger vers le Nord en délimitant la frontière urbaine de Miami à l'Est et le territoire vide et plat de la Floide Centrale. La voie rapide passe dans Richmond Heights et Kendall, où elle croise la FL State Road 874 vers South Miami et Coral Gables. La 821 (Turnpike) continue vers le Nord pendant 16 miles, croisant plusieurs rues Ouest-Est de Westchester, Doral et Hialeah Gardens, notamment la FL State Road 836 à Sweetwater (qui mène vers Miami Centre ainsi que son aéroport) au mile 27 et la U.S. Route 27 vers Hialeah et la région du lac Okeechobee, au mile 35. À la hauteur du mile 35, elle courbe légèrement vers le Nord-Est pour entrer dans le noyau urbain, croisant l'interstate 75 au mile 39, et passant du comté de Miami-Dade à celui de Broward au mile 40, entrant ainsi dans la ville de Miramar. Au mile 41, elle tourne vers l'Est, direction qu'elle gardera sur 7 miles en traversant Miramar et croisant plusieurs artères Nord-Sud principales. Au mile 47, le Homestead Extension se termine sur un échangeur en T semi-directionnel avec l'alignement principal du Florida's Turnpike, au mile 4 de celui-ci. L'Interstate 95 est accessible 4 miles au Sud, tandis que le millage et les numéros de sorties du Turnpike continuent vers le Nord, vers Fort Lauderdale et Orlando.
Cette section est numérotée la Florida State Road 821, et possède au total 20 échangeurs.

### Mainline
Le Mainline est la section principale du Turnpike. D'une longueur de 265 miles (426 kilomètres), cette section relie le grand Miami à Orlando principalement, mais continue aussi vers le Nord-Ouest vers Gainesville et le centre de la Floride. C'est la section la plus achalandée du Turnpike, principalement entre le grand Miami et Orlando. Elle porte la désignation cachée de Florida State Road 91.

#### Miami Gardens
L'extrémité sud de la section relie l'interstate 95 au Homestead Extension, qui vient rejoindre cette section environ 4 miles au Nord du terminus Sud.
Le terminus sud du Mainline est situé à la frontière des villes de Miami Gardens et de Golden Glades, dans l'ouest du Golden Glades Interchange, le plus vaste échangeur de la Floride. Cet échangeur, très complexe, assure le lien entre l'Interstate 95, la route 826 de Floride (Palmetto Expressway et le Miami Beach Boulevard vers North Miami Beach, ainsi qu'aux routes 7, 9, et la US 441. La portion Ouest de l'échangeur est la liaison entre l'Interstate 95 et le Florida's Turnpike, selon un axe Nord-Sud. De cet échangeur, le centre-ville de Miami (via l'Interstate 95 sud) est situé 10 miles (16 kilomètres) au sud, Miami Beach, 15 miles (24 kilomètres), et l'Aéroport international de Miami, 16 miles (26 kilomètres). 
Aussitôt après l'échangeur, un poste de péage est présent dans les deux directions. L'autoroute commence par adopter une orientation Nord-Ouest dans Miami Gardens, en étant une autoroute très large. Au mile 2, elle bifurque vers le Nord, en possédant un échangeur avec la NW 199th Street, vers le SunLife Stadium, un échangeur surélevé en T semi-directionnel. Le Turnpike continue par la suite de se diriger vers le Nord pendant 2 miles, jusqu'au mile 4, où le Homestead Extension vient rejoindre la section principale, à la frontière entre Miami Gardens et Miramar, vers Homestead ou Key West.
Il est à noter que durant cette section, les numéros de sorties sont le mile accompagné d'un « X », pour différencier cette portion du Homestead Extension, où les numéros de sorties principaux convergent, de telle sortie que les deux échangeurs dans cette section sont les sorties 2X et 4X.

#### Agglomération Fort Lauderdale–West Palm Beach
Après la jonction des deux segments, le Turnpike se dirige vers le nord en possédant une courte courbe vers l'Est entre les miles 47 et 49. Les numéros de sorties et le minage reviennent à ceux du Homestead Extension et continue sur le Mainline à cet endroit. Elle se dirige par la suite vers le Nord sur une distance de 5 miles toujours en étant une autoroute à péage, traversant Pembroke Pines, Hollywood, Dania Beach et Davie. À l'approche de Fort Lauderdale, elle croise la principale autoroute Ouest-Est de la région, l'Interstate 595. La 595 connecte l'agglomération urbaine vers l'Aéroport international de Fort Lauderdale et à l'Alligator Alley. Entre le mile 54 et le mile 55, l'autoroute frôle le territoire de Fort Lauderdale, mais demeure dans le secteur de Plantation et de Lauderhill. Elle possède des échangeurs avec le Sunrise Blvd. (route 838), au mile 58. Plus au nord, dans Lauderdale Lakes, elle tourne vers le Nord-Nord-Est pour une distance de 6 miles (10 kilomètres) en possédant un échangeur avec le Commercial Boulevard (route 870), en traversant Tamarac, North Lauderdale, Margate, Pompano Beach et Coconut Creek. Au mile 67, elle tourne vers le Nord pour 4 miles, en possédant 3 échangeurs sur une distance de 4 miles, dont un avec le Sample Road (route 834) et avec la Sawgrass Expressway ou la route 869 ouest, une autoroute à péage qui se dirige vers Coral Springd et Sunrise. Elle continue vers le Nord pour 2 autres miles en séparant Coconut Creek de Deerfield Beach. Au mile 73, elle traverse le canal Hillsboro, qui sépare la secrion urbaine de la section plus agricole et tempérée, également la frontière entre le Broward County et le Palm Beach County.
Après la traversée du canal, la distance entre les sorties est beaucoup plus longue, de telle sorte que sur une distance de 22 miles, seules 5 échangeurs sont présents. Elle passe à l'ouest de Boca Raton fans les environs du mile 75, près de King Points près du mile 80, à l'ouest de Boynton Beach près du mile 85, et entre Wellington et Greenacres près du mile 95. Elle approche par ls suite de West Palm Beach, en se dirigeant vers le Nord-Est entre les miles 97 et 99, croisant notamment les U.S. Route 98 et U.S. Route 441 (Southern Boulevard), ainsi que le Okeechobee Boulevard (route 704) vers Royal Palm Beach et Palm Beach. En passant à l'Ouest de West Palm Beach près du mile 100, le Turnpike se dirige plein Nord sur une distance de miles, jusque dans les alentours de Palm Beach Gardens, où elle courbe vers le Nord-Ouest pour passer à l'ouest de Jupiter près du mile 115. Elle quitte par la suite le territoire urbanisé de l'agglomération Miami–Fort Lauderdale–West Palm Beach pour se diriger vers Port St. Lucie.
Dans cette section, l'Interstate 95 adopte le même tracé que le Turnpike, mais en passant plus dans le joyau urbain le long de la côte, plus près de la U.S. Route 1. À Jupiter, les deux autoroutes sont presque côte-à-côte. Les sorties diffèrent d'environ 30 sur chacune des autoroutes, de telle sorte que la sortie 75 du Turnpike est au même niveau que la sortie 45 de la 95, à Boca Raton,.

#### Port Sainte-Lucie et Environs
À partir du Jupiter, sur une distance de 15 miles, le Turnpike est situé à moins d'un kilomètre à l'ouest de l'Interstate 95. Au mile 130, le Turnpike passe au-dessus de la 95 et entre dans la ville de Port St. Lucie. 3 échangeurs sur le Turnpike relient l'autoroute à Port Ste Lucie, dont la sortie 138 qui mène vers le centre-ville. Le Turnpike adopte par la suite une orientation Nord-Nord-Ouest, en entrecoupant une seconde fois (et dernière fois) l'Interstate 95. Au mile 152, un êchangeur avec la route 70 de Floride permet la liaison directe avec l'I-95 (aucun échangeur direct est présent entre les deux autoroutes) ainsi que vers Fort Pierce. La sortie 152 est également la dernière sortie pour une distance de 41 miles (66 kilomètres), soit la deuxième plus longue distance sans sortie de la Floride sur autoroute. Également, le Turnpike quitte la zone urbanisée du Sud-Est de la Floride.

## Aires de service

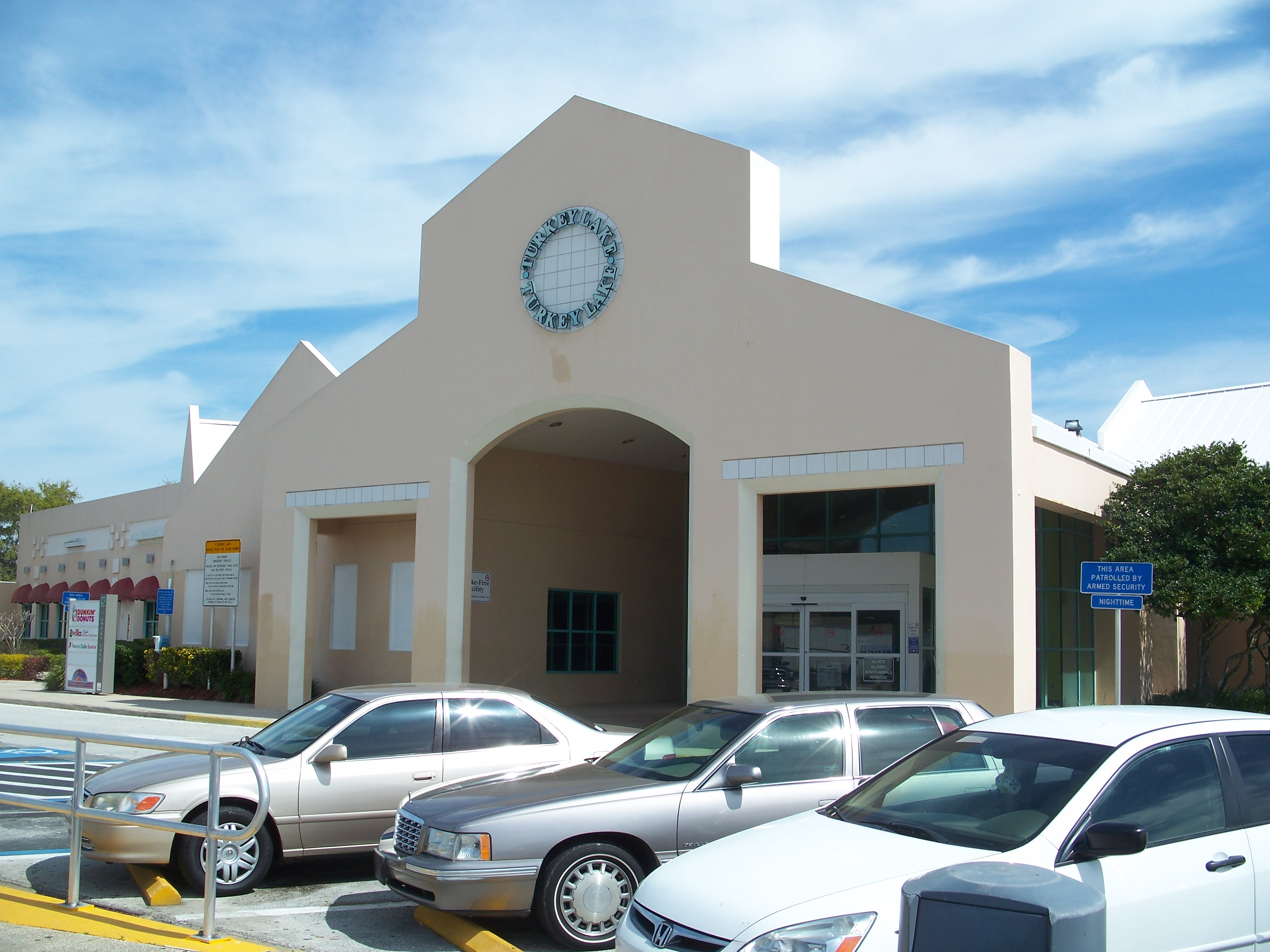
Aire de service de Turkey Lake avant sa rénovation en 2012.

Huit aires de service (en anglais : Service plazas) sont situées le long de l’autoroute, espacés d’environ 45 miles (72 kilomètres). Les huit aires sont ouvertes 24 heures sur 24 et sont situées dans la partie centrale de l’autoroute, permettant un accès dans les deux sens et proposant de l’essence, du carburant diesel, des informations de voyage et de tourisme, des tickets de pique-nique, des actualités télévisées, boutiques de cadeaux offrant des tickets de loterie, des toilettes familiales et des téléphones payants. Un dépanneur / une station-service se trouve sur l'aire de Snapper Creek, dans le prolongement de l'autoroute à Homestead, tandis que les sept autres sont des places à service complet, proposant une sélection de restaurants de restauration rapide franchisés. Trois des aires de service (Pompano, Port Sainte-Lucie / Fort Pierce, Turkey Lake) fournissent également de l'éthanol. L'aire de Turkey Lake dispose également d'un station de recharge pour véhicule électrique Tesla.